# Cecil Brooks III
Cecil Brooks III (* 16. August 1961) ist ein US-amerikanischer Jazzschlagzeuger und -komponist.
Der Sohn des Schlagzeugers Cecil Brooks II und Enkel des Konzertpianisten Cecil Brooks I lernte schon als Kind die Musik von Philly Joe Jones und Art Blakey kennen, die in seinem Elternhaus verkehrten. Ende der 1980er Jahre arbeitete er u. a. mit Greg Osby, Geri Allen und Lonnie Plaxico. 1989 erschien mit The Collective sein erstes Album als Bandleader, dem sich in rascher Folge weitere anschlossen. Daneben wirkt er auch als Komponist und Musikverleger und betreibt einen Jazzclub in West Orange/New Jersey.

## Diskographie
- The Collective mit Geri Allen,  Greg Osby, Lonnie Plaxico, Gary Thomas, 1989
- Hangin' With Smooth mit Justin Robinson, Kenny Davis, Craig Handy, Benny Green,  Philip Harper,  Peter Washington, 1990
- Neck Peckin' Jammie mit Geoff Keezer, Justin Robinson, Craig Handy, Christian McBride, Terell Stafford, 1993
- Smokin' Jazz mit Stephen Scott, Antonio Hart, Lonnie Plaxico, Jack Walrath,  Ravi Coltrane, 1993
- For Those Who Love to Groove mit Don Braden, Bruce Williams, Radam Schwartz, Riley Mullins, 1999
- Our Mister Brooks mit Stephen Scott, Geri Allen, Antonio Hart, Geoff Keezer, Greg Osby, Lonnie Plaxico, Gary Thomas, Jack Walrath,  Justin Robinson, Craig Handy, Benny Green, Philip Harper, Christian McBride, Terell Stafford, Peter Washington, Ravi Coltrane, 2000
- Live at Sweet Basil mit John Hicks, Don Braden, Dwayne Dolphin, Riley Mullins, 2001
- Double Exposure mit Gene Ludwig, 2006